# Honorat Aguessy
Honorat Aguessy, né en 1934 et  mort le 15 septembre 2022 à Cotonou au Bénin, est et un enseignant chercheur à l'Université d'Abomey-Calavi et un sociologue béninois. Il est connu sous le nom  de "Le père de la sociologie" pour avoir été à l'origine du département de la sociologie au Bénin.

## Biographie

### Formation et études académiques
Élève au collège classique et moderne Victor-Ballot à Porto-Novo au Bénin, il y obtient son baccalauréat en 1955. Il effectue une année de propédeutique de 1955 à 1956 avant de rejoindre la Sorbonne, où il obtient une licence en philosophie, le seul diplôme disponible à cette époque. Ensuite, il soutient sa thèse de doctorat en sociologie en 1968, après avoir préalablement obtenu une thèse en lettres et sciences humaines,.

### Parcours professionnel
Honorat Aguessy né en 1934 et mort le 15 septembre 2022 à Cotonou est une figure dans le domaine de la sociologie au Bénin. Directeur du programme de l'UNESCO pour l'Afrique dans l'enseignement supérieur et la formation des enseignants de 1979 jusqu'en 1994. Fondateur de la faculté des lettres, arts et sciences humaines au Bénin en 1975 et participe à la création de la faculté de sociologie et d’anthropologie au Bénin. Présidé de la Commission nationale indépendante chargée de mettre en œuvre le mécanisme africain d'évaluation par les pairs (MAEP). En tant que chercheur, il a travaillé au Centre national de la recherche scientifique à Paris en France en 1959. Il est également reconnu comme le fondateur de l'Institut de Développement et d'Échanges Endogènes (IDEE Bénin) à Ouidah, au Bénin,.
Honorat Aguessy est un ancien directeur de la recherche scientifique et technique au Bénin et président du Centre d'Education à distance,.

## Publications
- Une Histoire de l'Afrique est-elle possible[8];
- La divinité Lêgba et la dynamique du panthéon vodoun au Dan-homê, Cahiers des religions africaines, 4e année, vol. 4, janvier : 89-96. 1970[9];
- « Cadre théorique : les concepts de tribu, ethnie, clan, pays, peuple, nation, État, etc. et les sociétés africaines », Présence africaine, 1983/3, no 127-128, p. 17-42[10];
- Essai sur le mythe de Legba[11];
- Les actes du Colloque international sur le thème La sociologie et l'anthropologie au cœur du développement : (Campus d'Abomey-Calavi, les 10, 11 et 12 avril 2019)[12];
- Introduction à la culture africaine[13]:
- La passion pour l’Afrique[13];
- Le langage religieux en Afrique. Comment se dit la parole? : valeur propre de l'oralité, l'Afrique Littéraire et Artistique  N°25, Société Africaine d'édition,1973,p. :2-9[14];
- Les dimensions spirituelles : religions traditionnelles africaines, Présence africaine, p. 139-149[15];
- La phase de la négritude, Revue Présence africaine N° 80  p. 33 - 47 [16];

## Décès et hommages
Il meurt le jeudi 15 septembre 2022 au Centre national hospitalier et universitaire Hubert Koutoukou Maga à Cotonou au Bénin à l'âge de 88 ans. Il est enterré le jeudi 22 septembre 2022 à Ouidah, sa ville natale, aux côtés de son épouse Béatrice Ayhi Aguessy, suivant les hommages rendus par l'Institut du Développement et d'Échanges Endogènes.

## Prix et distinctions
Il est admis  à titre exceptionnel et civil dans l'Ordre National du Bénin au grade d'officier pour prendre rang du 12 Février 2008.